# Robot Karel
Robot Karel je česká hra z roku 1989. Vytvořil ji Jiří Bernášek (Bewesoft). Určena je pro Osmibitové počítače Atari. Hra je pravděpodobně inspirována stejnojmenným programovacím jazykem.
Hra je akční adventurou s prvky arkády. Hráč ovládá robota Karla. Jeho úkolem je získat všechny kvádry, které se objeví. V malém, i když otevřeném herním světě je musí hledat a když kvádr sebere, tak se další objeví na jiném místě. Vždycky se ve hře vyskytuje jen jeden kvádr v ten samý čas. Jakmile je sebrán poslední kvádr, tak hra zdárně končí. V úkolu hráči brání létající diskety, kterým se musí vyhýbat. Postava Karla se může skrčit a lézt po žebříku, ale nemůže skákat. Kvádr je občas na těžko dostupném místě, což hráče donutí přemýšlet, jak se k němu dostat.